# Neonauclea subsessilis
Neonauclea subsessilis är en måreväxtart som beskrevs av Colin Ernest Ridsdale. Neonauclea subsessilis ingår i släktet Neonauclea och familjen måreväxter. Inga underarter finns listade i Catalogue of Life.